# Guillermo Ulises Ruiz-Esparza
Guillermo Ulises Ruiz-Esparza (Aguascalientes, Aguascalientes, México, 29 de agosto) es un médico, científico y emprendedor mexicano que actualmente desarrolla tecnologías médicas en la Escuela de Medicina de Harvard y el Instituto Tecnológico de Massachusetts (MIT). Su investigación se centra en el área de bionanotecnología y dispositivos médicos, específicamente en el diseño y uso de vectores nanotecnológicos para el transporte de fármacos, material genético y biomoléculas, así como en el desarrollo de nanohidrogeles, nanostents, nanosensores, tejidos artificiales nanoestructurados y nanomateriales para aplicaciones biomédicas en el Programa de Ciencias de la Salud y Tecnología Harvard-MIT.

## Biografía y Trayectoria
El Dr. Guillermo Ulises Ruiz-Esparza Herrera realizó sus estudios como Médico Cirujano y Licenciado en Biociencias en el  Instituto Tecnológico y de Estudios Superiores de Monterrey, cuenta con estudios Doctorales en Nanomedicina y Biotecnología en el Houston Methodist Hospital y el  Instituto Tecnológico y de Estudios Superiores de Monterrey, y estudios Posdoctorales en Biodiseño, Micro y Nanotecnologías así como en Biomateriales en el Programa de Ciencias de la Salud y Tecnología Harvard-MIT. Posterior a realizar estudios en diversas áreas, su investigación actual se centra en el desarrollo de Nanosistemas Moleculares y Dispositivos Médicos dentro de la división conjunta de Ciencias de la Salud y Tecnología de la Escuela de Medicina de Harvard y el Instituto Tecnológico de Massachusetts, y en la División de Nefrología así como en la División de Ingeniería en la Medicina del Brigham and Women's Hospital en Boston, Massachusetts, Estados Unidos.
El Dr. Guillermo Ulises Ruiz-Esparza es pionero en el uso de nanovectores para el tratamiento de la insuficiencia cardiaca. Del mismo modo, su investigación se ha enfocado en la creación de nanosistemas capaces de realizar liberación terapéutica espacio-temporal y secuencial; así como el uso de hidrogeles con aplicaciones quirúrgicas. Actualmente desarrolla diferentes tipos de nano y micro tecnologías como nanohidrogeles, nanostents, tejidos artificiales nanoestructurados, nanosensores y nanovectores para el tratamiento y diagnóstico de enfermedades cardiovasculares, renales, infecciosas, oncológicas, complicaciones postquirúrgicas y prevención de rechazo a trasplantes.
Por su trabajo e investigaciones ha sido reconocido con numerosas distinciones a nivel mundial, Massachusetts Institute of Technology (MIT) – Technology Review le otorgó el premio TR35, nombrándolo como uno de los jóvenes más innovadores menores de 35 años de edad, Ciudad de las Ideas y Singularity University de Silicon Valley lo reconocieron con el premio Gifted Citizen como uno de los individuos más innovadores con el potencial de impactar a más de 10 millones de personas, en el MIT Media Lab le fue otorgado el Future of Health Technology Award, ha sido reconocido con el Harvard Pilgrim Healthcare Award, y así mismo, el presidente de México y el Gobierno Federal le otorgaron el Premio Nacional de la Juventud en Ciencia y Tecnología. Medios de comunicación también lo han distinguido ya que El Mundo Boston lo ha nombrado como uno de los 30 Latinos más influyentes menores de 30 años, y CNN Expansión como una de las 30 promesas de México menores de 40.
El Dr. Ruiz-Esparza cuenta con publicaciones científicas en prestigiosas revistas internacionales, y su trabajo en bionanotecnología medica ha sido divulgado por medios de comunicación a nivel mundial, y presentado en prestigiosos congresos e instituciones como Harvard University, the American College of Cardiology Annual Meeting, the European Society of Cardiology, the World Congress of Acute Heart Failure, Heart Failure Society of America, EmTech by Massachusetts Institute of Technology (MIT) – Technology Review, Future Health Technology Annual Conference en MIT, así como otros foros.
Paralelamente a sus investigaciones y desarrollos tecnológicos, el Dr. Ruiz Esparza se encuentra activamente emprendiendo desarrollando start ups y compañías enfocadas en el desarrollo de diversas nanotecnologías, así como otros dispositivos y tecnologías médicas. Recientemente uno de sus emprendimientos en nanotecnología para aplicaciones vasculares fue seleccionado como una de las 5 startups más innovadoras en salud y tecnología dentro de la Universidad de Harvard durante el Harvard University President’s Innovation Challenge. Así mismo ha sido reconocido en México con premios de liderazgo social por parte del Tecnológico de Monterrey por la creación de programas de educación en ciencia y tecnología para estudiantes en comunidades con escasos recursos.

## Publicaciones Destacadas
Dentro de las publicaciones del Dr. Guillermo Ulises Ruiz-Esparza, destacan las siguientes:
- Ruiz-Esparza, GU. Segura-Ibarra, V. Cordero-Reyes, AM. Youker, KA. Serda, RE. Cruz-Solbes, AS. Amione-Guerra, J. Yokoi, K. Kirui, DK. Cara, FE. Paez-Mayorga, J. Flores-Arredondo, JH. Guerrero-Beltran, CE. Garcia-Rivas, G. Ferrari, M. Blanco, E. & Torre-Amione, G. (2016) A specifically designed nanoconstruct associates, internalizes, traffics in cardiovascular cells, and accumulates in failing myocardium: a new strategy for heart failure diagnostics and therapeutics. European Journal of Heart Failure, 18, 2, Pp. 169-78.

- Ruiz-Esparza, GU. Wu, S. Segura-Ibarra, V. Cara, FE. Evans, KW. Milosevic, M. Ziemys, A. Kojic, M. Meric-Bernstam, F. Ferrari, M. & Blanco, E. (2014) Polymer Nanoparticles Encased in a Cyclodextrin Complex Shell for Potential Site- and Sequence-Specific Drug Release. Advanced Functional Materials, 24, 30, Pp. 4753-61.

- Ruiz-Esparza, GU. Flores-Arredondo, JH. Segura-Ibarra, V. Torre-Amione, G. Ferrari, M. Blanco, E. & Serda, RE. (2013) The physiology of cardiovascular disease and innovative liposomal platforms for therapy. International Journal of Nanomedicine. 8, Pp. 629-40.

- Blanco, E. Sangai, T. Wu, S. Hsiao, A. Ruiz-Esparza, GU. Gonzalez-Delgado, CA. Cara, FE. Granados-Principal, S. Evans, KW. Akcakanat, A. Wang, Y. Do, KA. Meric-Bernstam, F. & Ferrari, M. (2014) Colocalized Delivery of Rapamycin and Paclitaxel to Tumors Enhances Synergistic Targeting of the PI3K/Akt/mTOR Pathway. Molecular Therapy, 22, 7, Pp. 1310-9.

- Blanco, E. Hsiao, A. Ruiz-Esparza, GU. Landry, MG. Meric-Bernstam, F. & Ferrari, M. (2011) Molecular-targeted nanotherapies in cancer: enabling treatment specificity. Molecular Oncology. 5, 6, Pp. 492-503.

- Miri, AK. Nieto, D. Iglesias, L. Hosseinabadi, HG. Maharjan, S. Ruiz-Esparza, GU. Khoshakhlagh, P. Manbachi, A. Dokmeci, MR. Chen, S. Shin, SR. Zhang, YS. & Khademhosseini, A. (2018) Microfluidics-Enabled Multi-Material Maskless Stereolithographic Bioprinting. Advanced Materials. 4/2018.

- Annabi N, Assmann A, Vegh A, Ghasemi-Rad M, Bagherifard S, Cheng G, Ruiz-Esparza GU, Wang X, Noshadi I, Lassaletta A, Gangadharan S, and Khademhosseini A. 10/2017. Engineering a highly elastic human protein-based sealant for surgical applications. Science Translational Medicine. 9, 410.

## Distinciones Selectas
El Dr. Guillermo Ruiz-Esparza ha sido reconocido con más de 30 distinciones y premios internacionales, entre los cuales se encuentran los siguientes:
- Premio TR35 (Los 10 mejores innovadores menores de 35 años) por el Instituto Tecnológico de Massachusetts, MIT Technology Review.
- Premio de Salud - Harvard Pilgrim Healthcare Institute por Harvard University.
- Premio Future of Health Technology por el Future of Health Technology Institute.
- Premio Gifted Citizen por Ciudad de las Ideas y Universidad de la Singularidad.
- Premio Nacional de la Juventud en Ciencia y Tecnología presentado por el Presidente de México.
- 30 Promesas Menores de 40 por CNN Expansión.
- 30 Líderes Latinos Más Influyentes Menores de 30 por El Mundo Boston.
- Fellow de la Royal Society of Arts, de Gran Bretaña.
- Premio Estatal de la Juventud en Ciencia y Tecnología por el estado de Aguascalientes.
- Delegado representante en el US-MEX Forum for Cooperation, Understanding and Solidarity.
- Reunión con el Principe Carlos de Gran Bretaña para discutir acerca de Innovación, Ciencia y Tecnología.
- Elegido como Miembro e Investigador Nacional del Sistema Nacional de Investigadores del Consejo Nacional de Ciencia y Tecnología de México
- Premio Nacional de Investigación durante el Servicio Social por la Secretaría de Salud Pública y el Gobierno Federal de México.
- Premio La Sala por aportaciones a la Ciencia y Tecnología.
- Premio de Liderazgo Social por el Tecnológico de Monterrey.
- Premio por la Mejor Iniciativa Social por el Tecnológico de Monterrey.